# 菉塘交通站旧址
菉塘交通站旧址，位于中国广东省湛江市霞山区新园街道菉塘村，为湛江市的一个市、县级文物保护单位，类型为近现代重要史迹及代表性建筑，公布时间为1986年12月3日。
菉塘交通站旧址的历史年代为近代（1936年），1985年重建。

## 历史
菉塘地下交通站旧址原为遂溪县海头镇菉塘村（今属霞山区）林氏宗祠。1938年，当地工商业者林昌庆之子林华奎出资2000银元重修林氏宗祠，兴办私塾。1939年3月，中国共产党广州湾支部在林氏宗祠附近的蕉林中秘密重建，菉塘村私塾教师林其材同月成为中国共产党首名菉塘村籍党员，并担任中共广州湾支部组织委员。在林其材与林华奎的运作下，林氏宗祠内兴办的私塾也于1939年改为私立菉塘世基小学。
中共广州湾支部重建后，将林氏宗祠作为菉塘地下交通联络站所在地，交通站联络点则分散在菉塘各自然村。1939年8月至1942年秋，广东省琼崖抗日游击队独立总队驻广州湾办事处（简称“琼崖办事处”）一度与中共广州湾支部共同使用菉塘交通站。解放战争期间，菉塘交通站为中共南路特委与中共华南分局（原中共广东区委）交通线的重点中转站。
世基小学20世纪50年代更名为菉塘小学，70年代小学从宗祠迁出，后改为湛江市第二十八小学。1985年，菉塘村在旧址按原貌重建宗祠。